# 施特劳斯家族
施特劳斯家族是19世纪奥地利维也纳著名的音乐世家。著名的人物如下：
- 約翰一世（1804年生）：他和友人、作曲家约瑟夫·兰纳共同奠定了维也纳风格的圆舞曲曲式
- 約翰二世（1825年生）：號“圆舞曲之王”，一生写了400多首圆舞曲
- 約瑟夫（1827年生）
- 愛德華一世（1835年生）
- 約翰三世（1866年生）

約翰三世之侄，愛德華二世（1910年生），以及其子愛德華三世（1955年生）亦為音樂專業。愛德華三世現為家族之首。
中文區域常見使用「老」或「小」等來區分不同人物，惟史特勞斯家族以數字附於名後，用以辨別各職業音樂家。